# Photocorynus spiniceps
Photocorynus spiniceps – gatunek ryby żabnicokształtnej z rodziny Linophrynidae, jedyny przedstawiciel rodzaju Photocorynus. Samce tego gatunku uznawane są za jedne z najmniejszych (dojrzałych płciowo) ryb świata.

## Występowanie
W tropikalnych i subtropikalnych wodach zachodniego Atlantyku.

## Opis
Samce osiągają długość do około 1 cm, samice 4,3 cm. Ryba głębinowa. Podobnie jak inne żabnicokształtne pierwszy promień płetwy grzbietowej ma przekształcony w narząd wabiący ofiarę i zakończony wabikiem świetlnym (illicium). Jej zdobycz może czasami być tak duża jak jej własne ciało. Samiec jest seksualnym pasożytem samicy. Całe swoje życie spędza przytwierdzony do grzbietu o wiele większej samicy. Prawie całe ciało samca składa się z jąder. Miniaturowy samiec zapewnia samicy zapłodnienie, w zamian za co samica dostarcza mu pożywienia.